# Olof-Palme-Platz 5 (Stralsund)

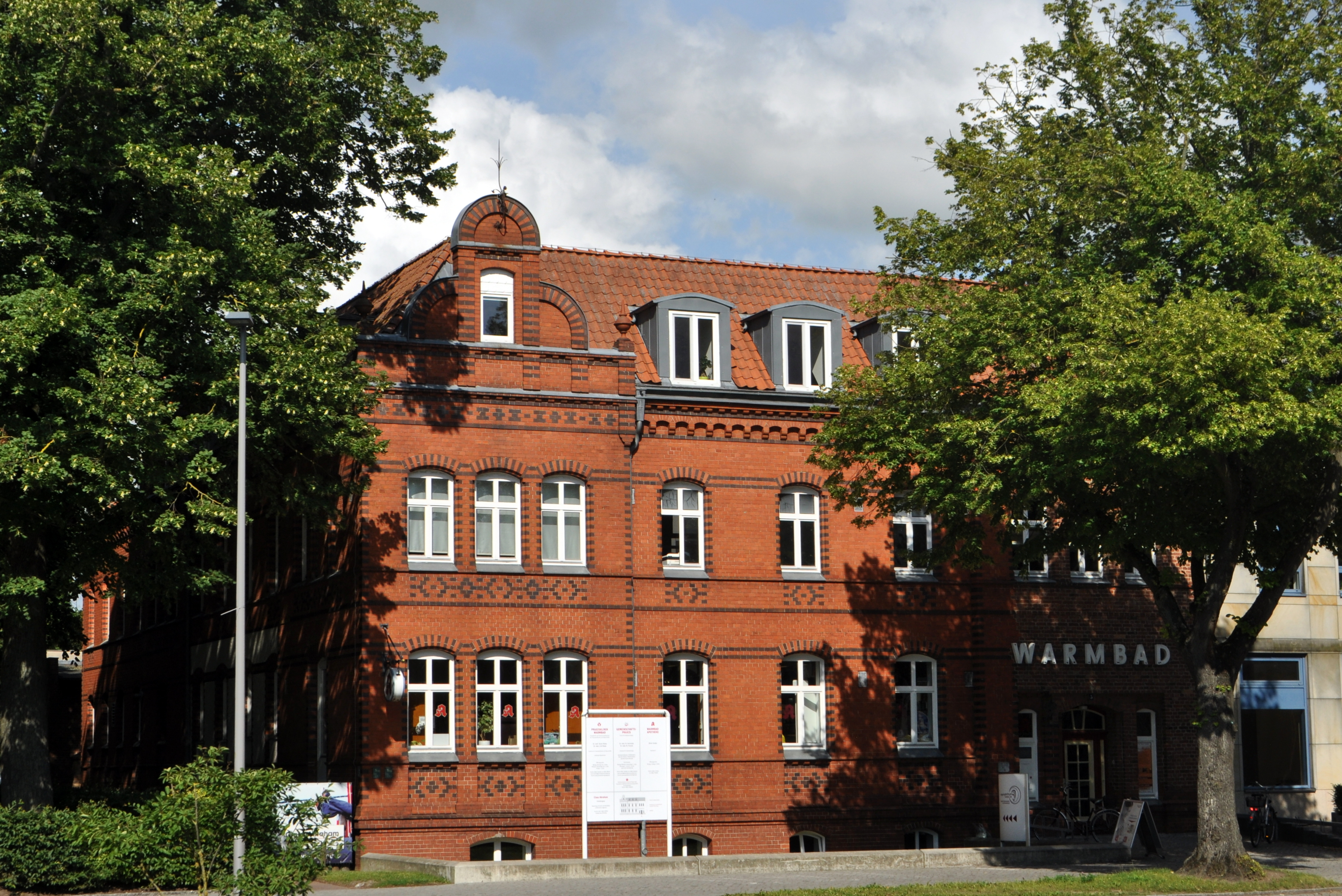
Stralsund, Olof-Palme-Platz 5, (2017)

Das Gebäude mit der postalischen Adresse Olof-Palme-Platz 5 ist ein denkmalgeschütztes Bauwerk am Olof-Palme-Platz in Stralsund.
Der zweigeschossige Backsteinbau wurde im Jahr 1887 errichtet.
Die sechsachsige Fassade zur Straße hin ist ebenso wie die breite Seitenfront zu den Schill-Anlagen mit dem Schill-Denkmal durch Muster von dunklen Ziegeln auf rotem Grund belebt. Die jeweils äußeren drei Achsen sind als flache Vorlage ausgeführt. Ein Giebel krönt eine der Vorlagen zur Straße; die Giebelbekrönung über dem südlich gelegenen Eingang ist nicht erhalten.
Das Haus liegt im Kerngebiet des von der UNESCO als Weltkulturerbe anerkannten Stadtgebietes des Kulturgutes „Historische Altstädte Stralsund und Wismar“. In die Liste der Baudenkmale in Stralsund ist es mit der Nummer 614 eingetragen.
Das Gebäude gehörte bis zur Umbenennung dieses Abschnitts zur Sarnowstraße. Es wurde am 19. März 1887 als Warmbad errichtet, der Bau kostete 49.000 Reichsmark.